# Sabulodes mimula
Sabulodes mimula là một loài bướm đêm trong họ Geometridae.